# Leiderdorp
Leiderdorp – gmina w Holandii, w prowincji Holandia Południowa.
Z Leiderdorpu pochodzi Ilse Paulis, holenderska wioślarka, złota medalistka Igrzysk olimpijskich, mistrzyni świata. Z Leiderdorpu pochodzi również Matthijs de Ligt, piłkarz grający w najwyższych klasach rozgrywkowych w różnych krajach.